# София Генриетта Вальдекская
Софи́я Ге́нриетта Ва́льдекская (нем. Sophia Henriette von Waldeck; 3 августа 1662, Бад-Арользен, графство Вальдек — 15 октября 1702, Эрбах, графство Эрбах) — принцесса из Вальдекского дома, дочь Георга Фридриха, графа Вальдека. Жена герцога Эрнста; в замужестве — герцогиня Саксен-Гильдбурггаузена.

## Биография
София Генриетта родилась в замке Арользен 3 августа 1662 года в семье имперского фельдмаршала и князя Георга Фридриха, графа Вальдека и Пирмонта и Елизаветы Шарлотты Нассау-Зигенской, дочери нидерландского фельдмаршала Вильгельма, графа Нассау-Зигена.

### Брак и потомство
30 ноября 1680 года в Арользене принцесса сочеталась браком с Эрнстом, герцогом Саксен-Гильдбурггаузена, другом и соратником её отца. После свадьбы молодые супруги некоторое время жили в Арользене. В 1683 году они переехали в новый замок в Гильдбурггаузене. В браке Софии Генриетты и Эрнста родились пятеро детей:
- Эрнст Фридрих (21.08.1681 — 9.03.1724), имперский фельдмаршал, с 1715 года герцог Саксен-Гильдбурггаузена под именем Эрнста Фридриха I;
- София Шарлотта (23.12.1682 — 20.04.1684), умерла в младенческом возрасте;
- София Шарлотта (23.03.1685 — 4.06.1710), умерла в младенческом возрасте;
- Карл Вильгельм (25.07.1686 — 2.04.1687), умер в младенческом возрасте;
- Иосиф Фридрих (5.10.1702 — 4.01.1787), имперский фельдмаршал, с 1780 по 1787 год был регентом при несовершеннолетнем герцоге Саксен-Гильдбурггаузена.

У герцогини сложились близкие отношения со старшим сыном Эрнстом Фридрихом, на то время единственным ребёнком Софии Генриетты, пережившим детство. Она инициировала его брак с Софией Альбертиной Эрбах-Эрбахской, дочерью своего кузена. Однако сама София Генриетта не дожила до свадьбы. Она умерла 15 октября 1702 года в замке Эрбах вскоре после рождения младшего сына. Останки герцогини были первыми погребены в новой родовой усыпальнице под замковой церковью.

## Наследство
Отец Софии Генриетты умер ещё в 1692 году, не оставив наследников мужского пола. Графство Вальдек перешло от линии Айзенберг к линии Вильдунген, но три дочери покойного князя Георга Фридриха унаследовали графство Кулемборг. После смерти в 1714 году Луизы Анны, старшей сестры Софии Генриетты, это графство унаследовал её старший сын Эрнст Фридрих. В 1748 году он продал Кулемборг герцогству Гелдерн, вместе с которым оно впоследствии перешло к Королевству Нидерланды.